# 朱朝瑛 (建水县)
朱朝瑛（1869年—1929年），字渭清、渭卿。云南建水人，清末民初革命人士，曾于云南辛亥革命中领导建水起义。

## 生平
朱朝瑛乡试列副榜，授广东补用道。受到变法派思想，曾赴日本考察，入兴中会，创立了兴中会建水支会。1911年（宣统三年），朱朝瑛募新兵400余人，与赵又新、倪致中等人发动建水起义。起义成功，成立南军（南防）军政府，朱任都统。随后再度击败清军，光复迤南各地，拥护蔡锷主政的云南军政府。
中华民国成立后，朱朝瑛被委任为临元镇总兵，总南防各营。并获授陆军中将衔、三等嘉禾章。但是不久，广东都督龙济光介入迤南，发生兵乱。朱被打败，逃广东，家产被没收。后归家乡。
1929年（民国18年），朱朝瑛逝世。享年60岁。